# Abdul Razak (Politiker)

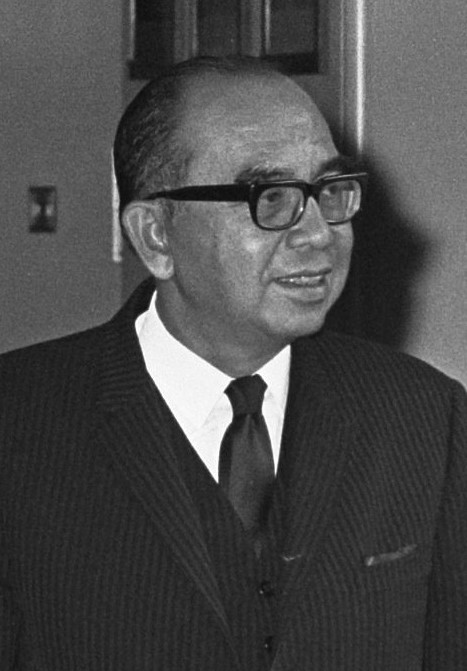
Tun Abdul Razak (1968)

Tun Abdul Razak bin Haji Dato' Hussein (* 11. März 1922 in Pekan; † 14. Januar 1976 in London), meist Tun Abdul Razak oder Tun Razak genannt, war ein malaysischer Politiker und von 1970 bis 1976 der zweite Premierminister von Malaysia. Er gehörte zur politisch dominanten Partei United Malays National Organisation (UMNO) und gründete außerdem die Koalition Barisan Nasional, welche seit ihrer Gründung die Mehrheit im malaysischen Parlament hält. Najib Razak, der spätere Premierminister Malaysias, ist der älteste Sohn von Abdul Razak.
Razak wurde 1922 im heutigen malaysischen Bundesstaat Pahang geboren, der zu diesem Zeitpunkt noch zu den Föderierten Malaiischen Staaten gehörte und als solcher ein Protektorat des Vereinigten Königreiches war. Ab 1940 studierte er zunächst am Raffles College in Singapur, musste sein Studium jedoch wegen des Zweiten Weltkriegs unterbrechen, als das Japanische Kaiserreich Singapur eroberte. Ab 1941 beteiligte er sich aktiv an der antijapanischen Widerstandsbewegung, wurde Hauptmann und setzte nach dem Ende des Krieges 1945 seine Militärlaufbahn fort. Danach studierte er in London Rechtswissenschaften und wurde 1950 vom Lincoln’s Inn zum Barrister at Law ernannt.
Nach seiner Rückkehr nach Malaysia, wo inzwischen die Malaiische Föderation entstanden war, trat er der UMNO bei, wurde im Teilstaat Pahang Staatssekretär und beschäftigte sich vor allem mit Fragen der Erziehung und der industriellen Entwicklung. Von 1955 bis 1957 war er Erziehungsminister der Malaiischen Föderation. Bei der Proklamation der Unabhängigkeit 1957 übernahm er die Ämter des Vizepremiers und Verteidigungsministers und behielt diese fast ununterbrochen, auch nach Bildung Malaysias im Jahre 1963 (aus der Malaiischen Föderation, Sarawak, Sabah und Singapur, das 1965 jedoch wieder austrat), bis 1970 bei.
Im September 1970 löste er Tunku Abdul Rahman als Regierungschef ab. Anfang Oktober 1972 weilte er in Moskau und unterzeichnete mit Alexej Kossygin ein Abkommen über die technische und wirtschaftliche Zusammenarbeit zwischen der Sowjetunion und Malaysia. Er begann 1971 die Politik der Positiven Diskriminierung zugunsten der Malaien.
Razak starb 1976 als amtierender Premierminister aufgrund einer Leukämieerkrankung bei einem Therapieaufenthalt in London. Nachfolger wurde der Vizepremierminister Hussein Onn. Razak wurde im Makam Pahlawan bestattet, einem Mausoleum für besondere Persönlichkeiten in Malaysia, nahe der malaysischen Staatsmoschee, der Masjid Negara.